# Stichopathes aggregata
Stichopathes aggregata är en korallart som beskrevs av van Pesch 1914. Stichopathes aggregata ingår i släktet Stichopathes och familjen Antipathidae. Inga underarter finns listade i Catalogue of Life.